# كينغسلي جيمس
كينغسلي جيمس (بالإنجليزية: Kingsley James)‏ (17 فبراير 1992 في المملكة المتحدة - ) هو لاعب كرة قدم بريطاني في مركزي الوسط والدفاع. شارك مع منتخب إنجلترا لكرة القدم C ‏. أما مع النوادي، فقد لعب مع بورت فايل وشيفيلد يونايتد وChasetown F.C. ‏ ونادي هيرفورد وChester F.C. ‏ وإف سي هاليفاكس تاون.

## وصلات خارجية
- كينغسلي جيمس على موقع قاعدة بيانات كرة القدم.إي يو (الإنجليزية)
- كينغسلي جيمس على موقع Soccerbase.com (لاعب) (الإنجليزية)
- كينغسلي جيمس على موقع Soccerway.com (الإنجليزية)